# Indochinamon datii
Indochinamon datii — вид прісноводних крабів родини Potamidae. Описаний у 2024 році.

## Поширення
Ендемік В'єтнаму. Описано з національного парку Сюаншон в провінції Футхо на півночі В'єтнаму.

## Опис
Зовнішня морфологія нового виду найбільш схожа на Indochinamon kimboiense (Dang, 1967) та Indochinamon bavi Naruse, Nguyen & Yeo, 2011. Однак його можна відрізнити від інших видів за ознаками панцира, тельсона та першого гоноподу самця.